# Jonathan Lambert

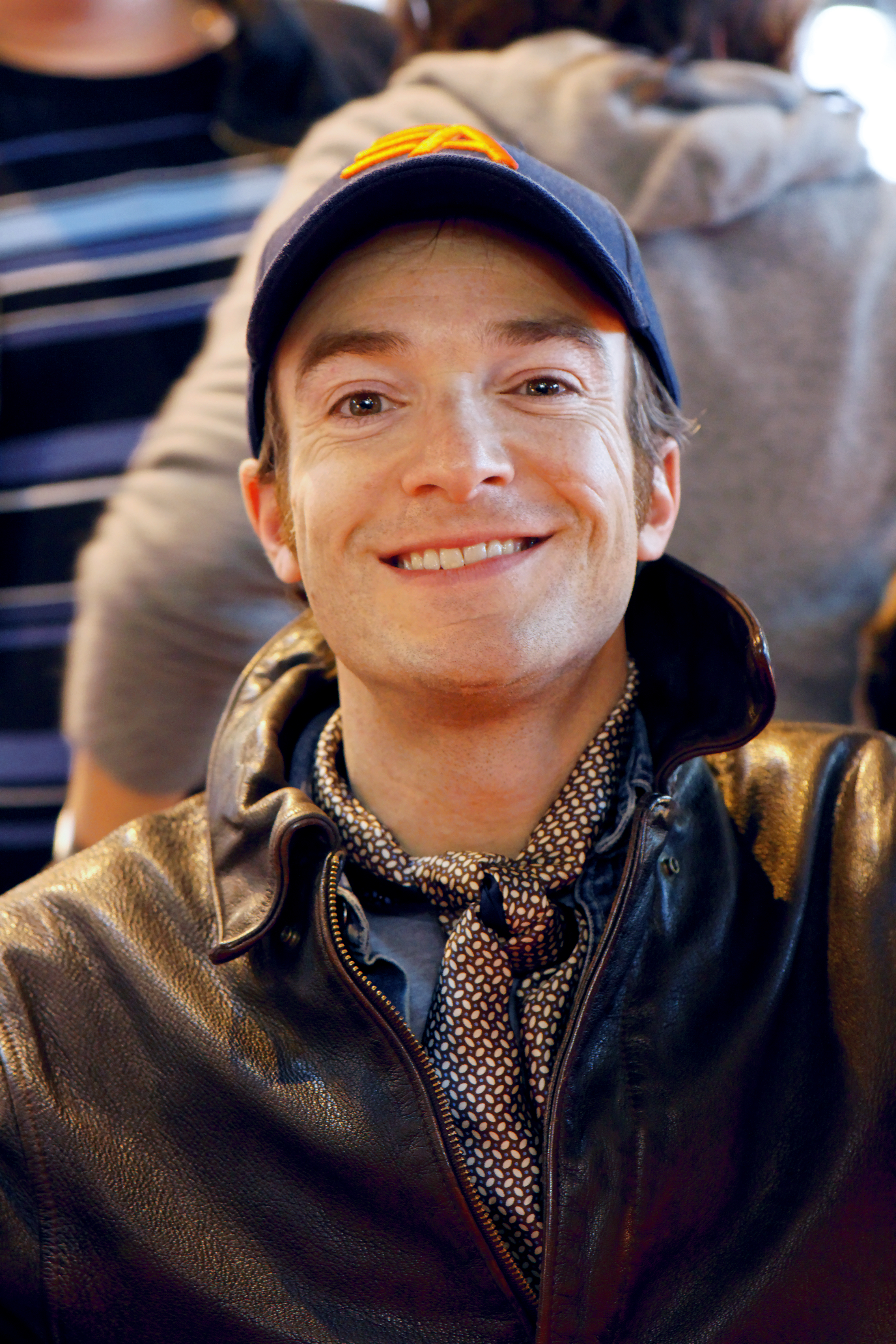
Jonathan Lambert im Jahr 2011

Rodolphe-Jonathan Lambert (* 24. Juni 1973 in Paris) ist ein französischer Filmschauspieler und Komiker.

## Leben
Jonathan Lambert wurde 1973 in Paris als Sohn der Designerin Christiane Kovitz (geb. Herschlikovitz) und eines Hausverwalters geboren. Er hat eine Schwester namens Stéphanie, die sechs Jahre älter als er ist.
Nach seinem Studium an der Lycée Janson de Sailly absolvierte er ein DEUG in Kultur und Kommunikation an der Sorbonne-Nouvelle University. Er lernte den Beruf des Schauspielers an einer privaten Filmhochschule. Er ist seit 1997 mit Laureen Lambert verheiratet und hat mit ihr drei Kinder.

## Filmografie (Auswahl)
- 1999: La grosse émission II, le retour (Fernsehserie)
- 2005: Zwei ungleiche Freunde (Je préfère qu’on reste amis…)
- 2007: Steak
- 2008: On n’est pas couché (Fernsehserie)
- 2008: Hero Corp (Fernsehserie)
- 2010: Nix zu verhaften (Protéger & servir)
- 2011: À la maison pour Noël
- 2012: Das verflixte 3. Jahr (L'amour dure trois ans)
- 2012: Fais pas ci, fais pas ça (Fernsehserie, 2 Folgen)
- 2016: Ein Dorf sieht schwarz (Bienvenue à Marly-Gomont)
- 2017: Kim Kong (Fernsehserie, 2 Folgen)
- 2020: J'Ai 10 Ans
- 2020: OVNI(s) (Fernsehserie)
- 2024: Die Werwölfe von Düsterwald (Loups-garous)